# Dolmen de Kerlo
Le dolmen de Kerlo, appelé aussi dolmen de l'Île des Nains, est un dolmen situé sur la commune de Saint-Lyphard dans le département de la Loire-Atlantique. Le monument est désormais presque totalement détruit.

## Historique
En 1875, le monument fut démantelé par le propriétaire du site qui recherchait un trésor. Le site fut fouillé en 1894 par Henri Quilgars.

## Description
Il n'en demeure plus qu'une table de couverture de 4,70 m de long sur 2,10 m de large en granite. Lors de sa visite du site, alors que celui-ci était exploité comme carrière, Pitre de Lisle avait encore pu y observer deux autres pierres dressées au nord de respectivement 2,30 m de hauteur sur 1,27 m de large et 1,70 m de haut sur 0,72 m de large. Selon Pitre de Lisle, 40 ans plus tôt, soit vers 1842, le tumulus renfermait une seconde chambre mégalithique qui comportait une table de 3,70 m de long sur 2 m de large et 1 m d'épaisseur.
Quilgars indique y avoir recueilli à un mètre de profondeur « un nucléus de silex rouge, de nombreux tessons de poterie, des cendres, du charbon, quelques éclats de silex ».